# جواز سفر إسرائيلي
جواز السفر الإسرائيلي (بالعبرية: דַּרְכּוֹן יִשְׂרְאֵלִי دَرْكُونْ يِسْرِئِيلِي) هي وثيقة سفر تصدر للمواطنين الإسرائيليين لتمكينهم من السفر خارج إسرائيل، ويُمنح حاملها الحماية من المسؤولين القنصليين الإسرائيليين في الخارج. يستطيع المواطنون الإسرائيليون السفر إلى 161 دولة وإقليم بدون تأشيرة أو بتأشيرة دخول عند الوصول. وبهذا يحتل جواز السفر الإسرائيلي المرتبة 21 عالميًا من حيث حرية السفر. يُسمح للمواطنين الإسرائيليين بحمل جوازات سفر من دول أجنبية، ولكن يُطلب منهم استخدام جواز السفر الإسرائيلي عند دخول ومغادرة إسرائيل.

## خلفية
بدأ إصدار جواز السفر الإسرائيلي في عام 1948، بعد إعلان استقلال إسرائيل في 14 مايو 1948، وكان حينها يُكتب باللغتين العبرية والفرنسية. في البداية لم يتم تعريفه كجواز سفر بل كوثيقة سفر، مع صلاحية أولية لمدة سنتين. تغير ذلك في عام 1952 عندما بدأت إسرائيل في تقديم وثيقة السفر كجواز سفر، وبدأ إصداره في أواخر ذلك العام. وثيقة السفر الأولى تم إصدارها لغولدا مئير، التي كانت تعمل لصالح الوكالة اليهودية وسرعان ما أصبحت سفيرة إسرائيل في اتحاد الجمهوريات الاشتراكية السوفياتية.
كانت وثائق السفر الإسرائيلية الأولى تحمل قيدًا بخصوص السفر إلى ألمانيا، باحتوائها على عبارة «صالح لأي بلد باستثناء ألمانيا». الأمر الذي استنكره المواطنون الإسرائيليون الذين رغبوا بزيارة ألمانيا مطالبين حذف عبارة «باستثناء ألمانيا». حيث قام بعضهم بذلك من خلال شطب العبارة يدويًا. لكن بعد توقيع اتفاقية التعويضات بين إسرائيل وألمانيا الغربية في عام 1952، تم سحب هذا القيد وأصبحت جوازات السفر الإسرائيلية تحتوي عبارة «صالح لجميع البلدان». وفي عام 1954 تم تعيين قائمة تضم 7 بلدانًا عربية وإسلامية يمنع المواطن الإسرائيلي من السفر إليها.
في 30 مارس 1980، أصدر وزير الداخلية قرارًا بأن يتم استخدام اللغتين العبرية والإنجليزية في جوازات السفر الإسرائيلية، بدلًا من العبرية والفرنسية. وفي وقت لاحق تم استبدال الفرنسية بالإنجليزية.
في عام 2006 أصبح جواز السفر الإسرائيلي شكلًا مقبولًا لإثبات الهوية في الانتخابات الإسرائيلية، إذ لم يكن يُقبل سوى بطاقة الهوية لهذا الغرض.
يُعتبر حِرمان أو سحب جواز السفر الإسرائيلي إحدى العقوبات التي قد تستخدمها محكمة حاخامية إسرائيلية لفرض الطلاق على زوجٍ قد قيّد زوجته في الزواج ضد إرادتها.
بدأ التعامل بجوازات السفر الإلكترونية (البيومترية) في إسرائيل في عام 2013، وذلك بما يتماشى مع المعايير المستخدمة في الولايات المتحدة والاتحاد الأوروبي وبعض البلدان الأخرى. للحصول على جواز سفر إلكتروني، يجب على المتقدم أن يتواجد في مكتب وزارة الداخلية ليتم تصويره بآلة تصوير خاصة تسجل معلومات مثل بنية عظام الوجه والمسافة بين الأذنين والعينين وملامح الوجه بدقةٍ عالية.

## وصف

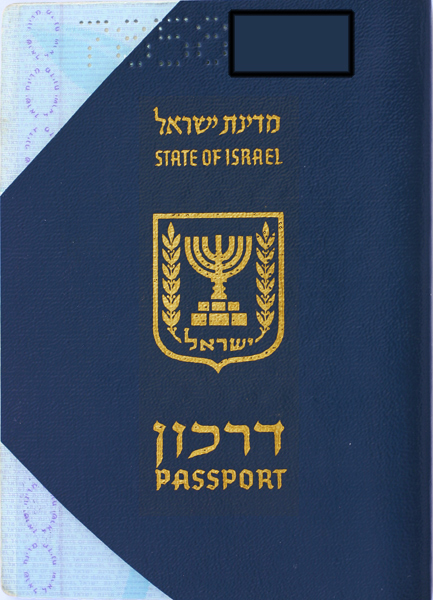
عندما تنتهي صلاحية جواز سفر ما يتم تقطيع جوانبه.

يغطي الغلاف الخارجي لجواز السفر الإسرائيلي اللون الأزرق الداكن، ويتوسط الغلاف الأمامي شعار دولة إسرائيل وأعلاه كتب بالعبرية «מדינת ישראל» وبالإنجليزية «STATE OF ISRAEL» أي بمعنى «دولة إسرائيل». وأسفله كتب بالعبرية «דרכון» وبالإنجليزية «PASSPORT» أي بمعنى «جواز سفر». زينت الصفحات الداخلية بالشعار الإسرائيلي المكون من غصن الزيتون والشمعدان السباعي. يحتوي جواز السفر العادي على 32 صفحة، بينما يحتوي جواز سفر رجل الأعمال على 64 صفحة. جوازات السفر الإسرائيلية صالحة لمدة تصل إلى 10 سنوات للأشخاص الذين تزيد أعمارهم عن 18 عامًا، و5 سنوات لمن هم دون ذلك. بما أن العبرية تكتب من اليمين إلى اليسار، يتم فتح صفحات جوازات السفر من اليمين إلى اليسار. لا تستخدم اللغة العربية في جوازات السفر الإسرائيلية، على الرغم من أنها مستخدمة في بطاقة الهوية.

### معلومات حامل الجواز

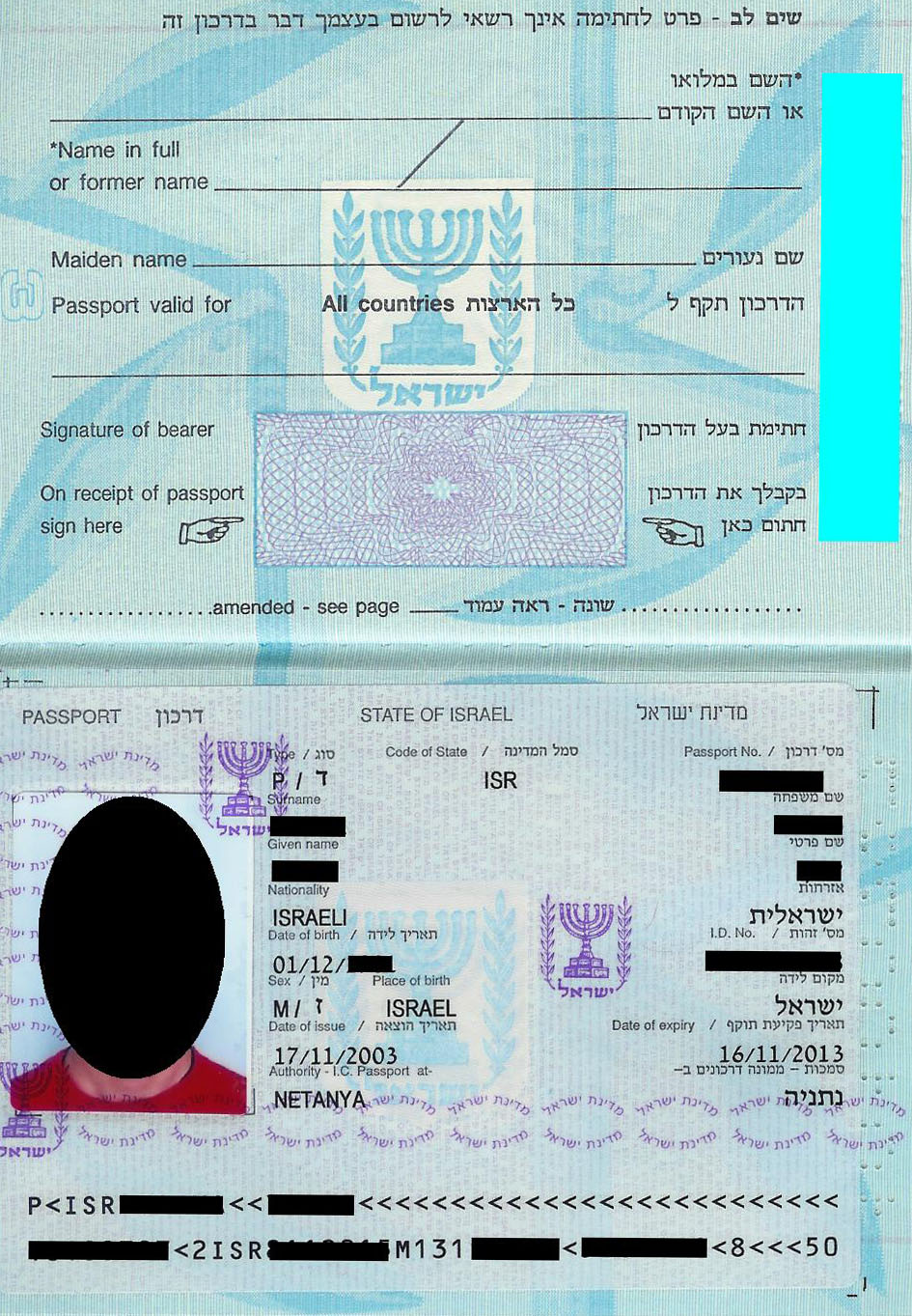
صفحة المعلومات الشخصية.

في الصفحة الثانية من جواز السفر الإسرائيلي تظهر معلومات حامل الجواز، وتشمل ما يلي:
- الصورة الشخصية على اليسار
- סוג / نوع (ד/P)
- סמל המדינה / رمز الدولة (ISR)
- מספר דרכון / رقم جواز السفر
- מספר זהות / رقم الهوية
- שם משפחה / اسم العائلة
- שם פרטי / الاسم الشخصي
- אזרחות / الجنسية
- תאריך לידה / تاريخ الميلاد
- מין / الجنس
- מקום לידה / مكان الميلاد
- תאריך הוצאה / تاريخ الإصدار
- תאריך פקיעת תוקף / تاريخ انتهاء الصلاحية
- סמכות / السلطة (مكان إصدار جواز السفر)
- חתימת בעל הדרכון / توقيع حامل الجواز (في جوازات السفر الإلكترونية)

تظهر جميع المعلومات باللغتين العبرية والإنجليزية. تنتهي صفحة المعلومات بمساحة رموز تُقرأ آليًا. توقيع حامل الجواز في الصفحة الثالثة (في جوازات السفر غير الإلكترونية).

### ملحوظة في الجواز
تظهر هذه الملحوظة على الصفحة الداخلية من الغلاف الأمامي باللغتين العبرية والإنجليزية، وهي كالآتي: (تم إدراج ترجمة أدناه)
وتظهر أيضًا ملحوظة أخرى على الصفحة الداخلية من الغلاف الخلفي باللغة العبرية، وهي كالآتي: (تم إدراج ترجمة أدناه)
אזרח ישראלי שהוא גם אזרח חוץ ובעל דרכון זר חייב להיכנס לישראל ולצאת ממנה בדרכון או בתעודת מעבר ישראליים.
במקרה של אובדן גניבת הדרכון בארץ, על בעל הדרכון להודיע על כך מיד ללשכת רשות האוכלוסין באיזור מגוריו. אבד או נגנב הדרכון החו"ל, יש למסור הודעה על כך לשגרירות או לקונסוליה הישראלית הקרובה למקום הימצאו.
שמור היטב על דרכונך לבל יאבד. בעת השימוש בו, יש להחזיקו בכיס פנימי ובטוח של בגדיך ולא בתיק או במכונית. ביציאתך לחו"ל מומלץ להצטייד בצילום של דף הפרטים.
הדרכון תקף לכל הארצות (אלא אם צוין אחרת) עד לתאריך הרשום בעמוד 2 לאחר תום התוקף, או אם הדרכון נתמלא או נתבלה יש להחליפו בחדש.
يجب على المواطن الإسرائيلي الذي يحمل الجنسية الأجنبية ويحمل جواز سفر أجنبي الدخول إلى إسرائيل والخروج منها بجواز سفر إسرائيلي أو وثيقة سفر.
في حالة فقدان أو سرقة جواز السفر في إسرائيل، يجب إخطار أقرب مكتب للسكان على الفور. في حالة فقدان جواز السفر أو سرقته في الخارج، يجب إخطار أقرب سفارة أو قنصلية إسرائيلية.
احرص على عدم فقدان جواز سفرك. عند استخدامه، احتفظ به آمنًا داخل جيب ملابسك وليس في حقيبتك أو سيارتك. عند السفر إلى الخارج، يوصى بإحضار نسخة من صفحة المعلومات.
جواز السفر صالح لجميع البلدان (ما لم يذكر خلاف ذلك) حتى التاريخ المدرج في الصفحة 2. بعد انتهاء الصلاحية، أو إذا كان جواز سفرك قد تآكل أو امتلأ، يجب استبداله بجواز جديد.

## متطلبات الحصول على تأشيرة والقيود المفروضة
وفقًا لمؤشر هينلي لجوازات السفر لعام 2018، يستطيع مواطنو إسرائيل السفر إلى 161 دولة وإقليم بدون تأشيرة أو بتأشيرة دخول عند الوصول. ويحتل جواز السفر الإسرائيلي المرتبة 22 عالميًا من حيث حرية السفر.

### قيود إسرائيلية
بموجب قانون منع التسلل الإسرائيلي لعام 1954 فإن كل من لبنان، ومصر، وسوريا، والسعودية، والأردن، والعراق، واليمن تعتبر «بلدانًا معادية». لا يجوز للمواطن الإسرائيلي زيارتها إلا بتصريحٍ خاص صادر عن وزارة الداخلية الإسرائيلية. هذا الأمر لا ينطبق على حملة الجنسية المزدوجة، إذ أنهم أحرار في السفر إلى هذه البلدان باستخدام جوازات سفرهم الأخرى. ولكن يُطلب منهم استخدام جواز السفر الإسرائيلي عند دخول ومغادرة إسرائيل. لاحقًا تمت إزالة كل من مصر والأردن من قائمة البلدان المعادية وإضافة إيران. وفي يناير 2020، قال وزير الداخلية الإسرائيلي إن المواطنين الإسرائيليين يمكنهم السفر إلى المملكة العربية السعودية لأغراض دينية وتجارية.
في عام 1979 عُقدت اتفاقية كامب ديفيد بين إسرائيل ومصر وألغي حظر السفر إليها. كانت العلاقات الإسرائيلية الإيرانية في ذروتها في عهد شاه إيران محمد رضا بهلوي، لكن بعد وصول الخميني إلى الحكم في العام نفسه، صنفت إسرائيل إيران كدولة معادية لإسرائيل، وذلك بعدما أغلق أنصار الخميني السفارة الإسرائيلية في طهران وتحويلها إلى مركز سياسي لحركة التحرير الوطني الفلسطيني (فتح)، ومن ثم تحويلها إلى سفارة دولة فلسطين. في عام 1994 عُقدت اتفاقية وادي عربة بين إسرائيل والأردن وألغي حظر السفر إليها.

### بلدان ترفض جواز السفر الإسرائيلي
هناك 13 دولة تمنع من دخول حاملي جوازات السفر الإسرائيلية إليها وهي:
| - الجزائر - السعودية - العراق1 - الكويت - اليمن - إيران - باكستان2 | - بروناي - بنغلاديش - سوريا - لبنان - ليبيا - ماليزيا3 |  |

1 – باستثناء كردستان العراق الذي لم يُعتبر أبدًا عدوًا لإسرائيل، وقد ظهرت العلاقات بين كردستان وإسرائيل على الملأ في العديد من المناسبات.
2 – يجب تقديم طلب رسمي في بلد ثالث (في حالة كان المقدم مقيم دائم في ذلك البلد)، والتسجيل لدى سلطات الشرطة عند الوصول.
3 – مطلوب تصريح خاص صادر عن الوزارة الداخلية الماليزية بالإضافة إلى تأشيرة دخول قبل الوصول.
لا تسمح كل من هذه البلدان الثمانية؛ الجزائر، والعراق، والكويت، واليمن وإيران، وسوريا، ولبنان، وليبيا، بدخول أي جوازات سفر أجنبية تحوي على طوابع تأشيرات إسرائيلية. نتيجةً إلى ذلك قد تُصدر العديد من البلدان جواز سفر ثانٍ لمواطنيها للتحايل على هذا القيد، أما الآن فقد توقفت معظم دوائر الهجرة الإسرائيلية عن ختم طوابع الدخول والخروج في جميع جوازات السفر. وبدلًا من ذلك يتم منح الزائرين بطاقة دخول صغيرة تثبت دخولهم القانوني.

## وثيقة سفر

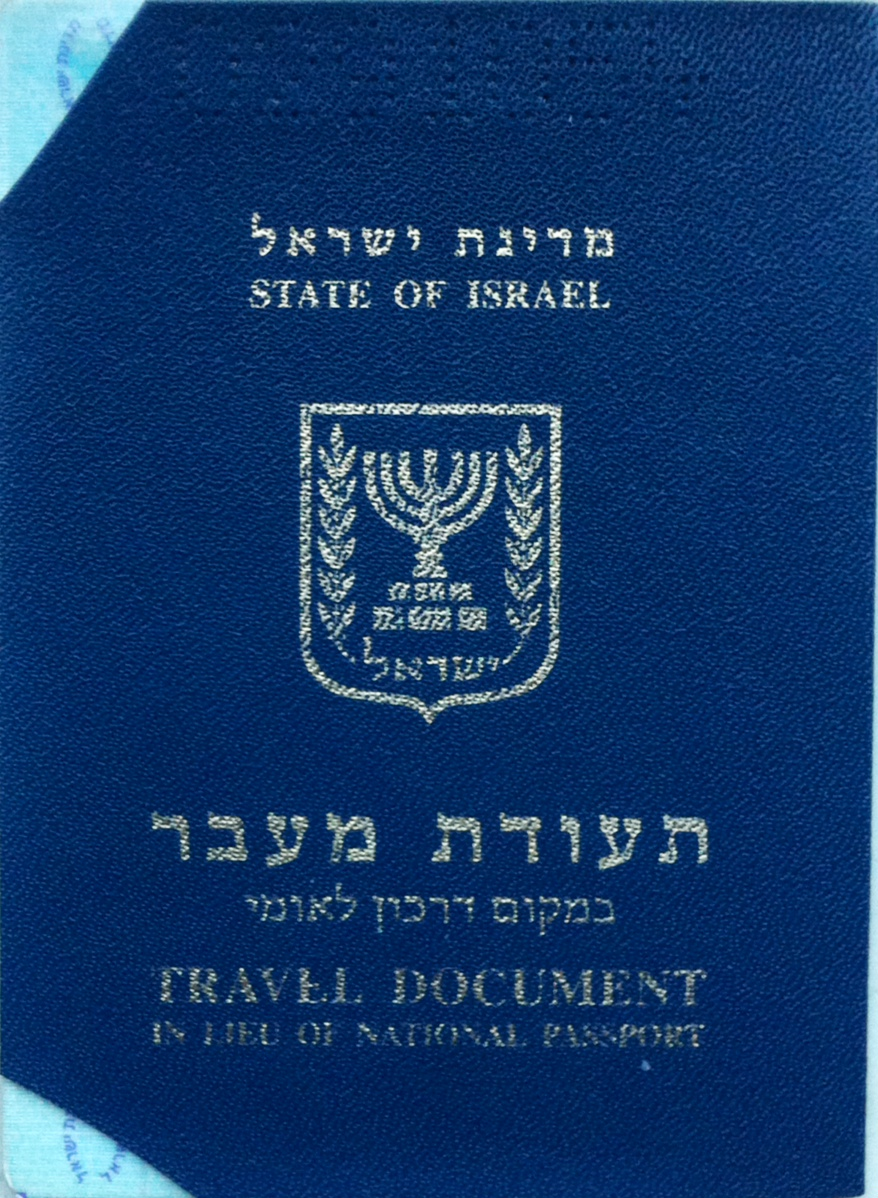
الغلاف الأمامي لوثيقة السفر الإسرائيلية

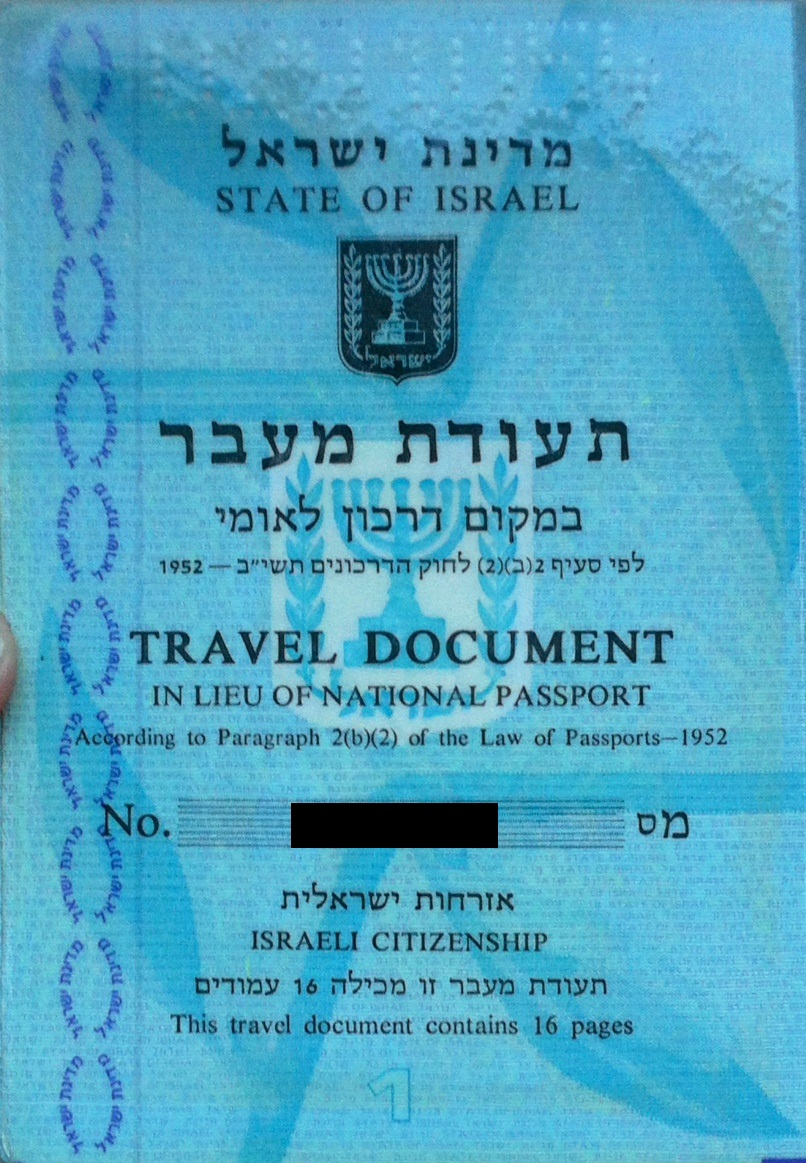
الصفحة الأولى في وثيقة السفر الإسرائيلية

قد تُصدِر إسرائيل وثيقة سفر (بالعبرية: תעודת מעבר تِعُودَاتْ مَعْفَرْ) لشخصٍ ليس لديهِ جواز سفر إسرائيلي أو أجنبي يسمح له بدخول البلاد ومغادرتها. قد تُصدر في الحالات التالية:
- للمقيمين / الأجانب غير المواطنين الذين ليس لديهم أي جواز سفر، مثل شخص عديم الجنسية، أو جنسيته غير محددة للسماح له بمغادرة البلاد، على سبيل المثال في حالات الأجانب الذين تسللوا إلى إسرائيل وتم ترحيلهم، أو الأجانب الذين يحتاجون إلى مغادرة البلاد لسبب ما وغير قادرين على الحصول على جواز سفر من أي بلد.
- للمواطنين الإسرائيليين بدلًا من جواز السفر، على سبيل المثال بالنسبة لأولئك الذين فقدوا جوازات سفرهم في الخارج.

لا يحق لحاملي وثيقة السفر الدخول بدون تأشيرة إلى بلدان معينة مثل حاملي جواز السفر الإسرائيلي القياسي، لأن وثيقة السفر غير مقبولة لأغراض السفر أو تحديد الهوية من قبل العديد من البلدان. إن استخدام وثيقة سفر لمغادرة إسرائيل لا يسمح في حد ذاته لحاملها بالدخول إلى دولة أخرى أو العودة إلى إسرائيل.

### وثيقة سفر للأجانب
وثيقة سفر إسرائيلية للأجانب (بالعبرية: תעודת מעבר ישראלית לזרים تِعُودَاتْ مَعْفَرْ إِسْرَائِيلِيتْ لِزَارِيمْ) قد تُصدر للسكان العرب في القدس الشرقية الذين لا يحملون الجنسية الإسرائيلية أو الأردنية، والسكان العرب غير الإسرائيليين في مرتفعات الجولان.

### وثيقة سفر بدلًا من جواز السفر
وثيقة سفر بدلًا من جواز السفر الوطني (بالعبرية: תעודת מעבר במקום דרכון לאומי تِعُودَاتْ مَعْفَرْ بِمَكُومْ دَرْكُون لِؤُومِي) قد تُصدر لمواطني إسرائيل من قبل وزارة الداخلية في عددٍ من الحالات:
- بعد 90 يومًا من الهجرة إلى البلاد، يجوز للمواطنين الجدد التقدم بطلب للحصول على وثيقة سفر، ويُطلب منهم استخدامها لدخول البلاد والخروج منها ابتداءً من 120 يومًا بعد الهجرة. بعد العيش 9 أشهر من عامهم الأول في البلاد، يمكنهم حينها تقديم طلب للحصول على جواز سفر إسرائيلي. ومع ذلك بعد 25 يوليو 2017 لم يعد المهاجرون الجدد بحاجة إلى تلبية متطلبات الإقامة من أجل الحصول على جواز سفر إسرائيلي.[35]
- المقيمين الأجانب أو عديمي الجنسية واللاجئين.
- المواطنون الإسرائيليون ذوو السجل الجنائي.
- المواطنون الإسرائيليون الذين فقدوا أو أتلفوا ثلاثة جوازات سفر.
- المواطنون الإسرائيليون الذين فقدوا جواز سفرهم خلال رحلة في الخارج.
- المواطنون الإسرائيليون الذين يعودون إلى إسرائيل بقرار من الحكومة الإسرائيلية.

عادةً ما تكون الوثيقة صالحة لمدة سنتين حتى خمس سنوات. أصبح إصدار وثائق السفر بدلًا من جوازات السفر سائدًا في التسعينيات من القرن الماضي، حيث كان هذا رد فعل الحكومة الإسرائيلية على موجة العصابات المنظمة الروسية التي هاجرت إلى إسرائيل وبدأت في استخدام جوازات السفر الإسرائيلية بشكلٍ غير قانوني لأنشطتها.

## معرض الصور

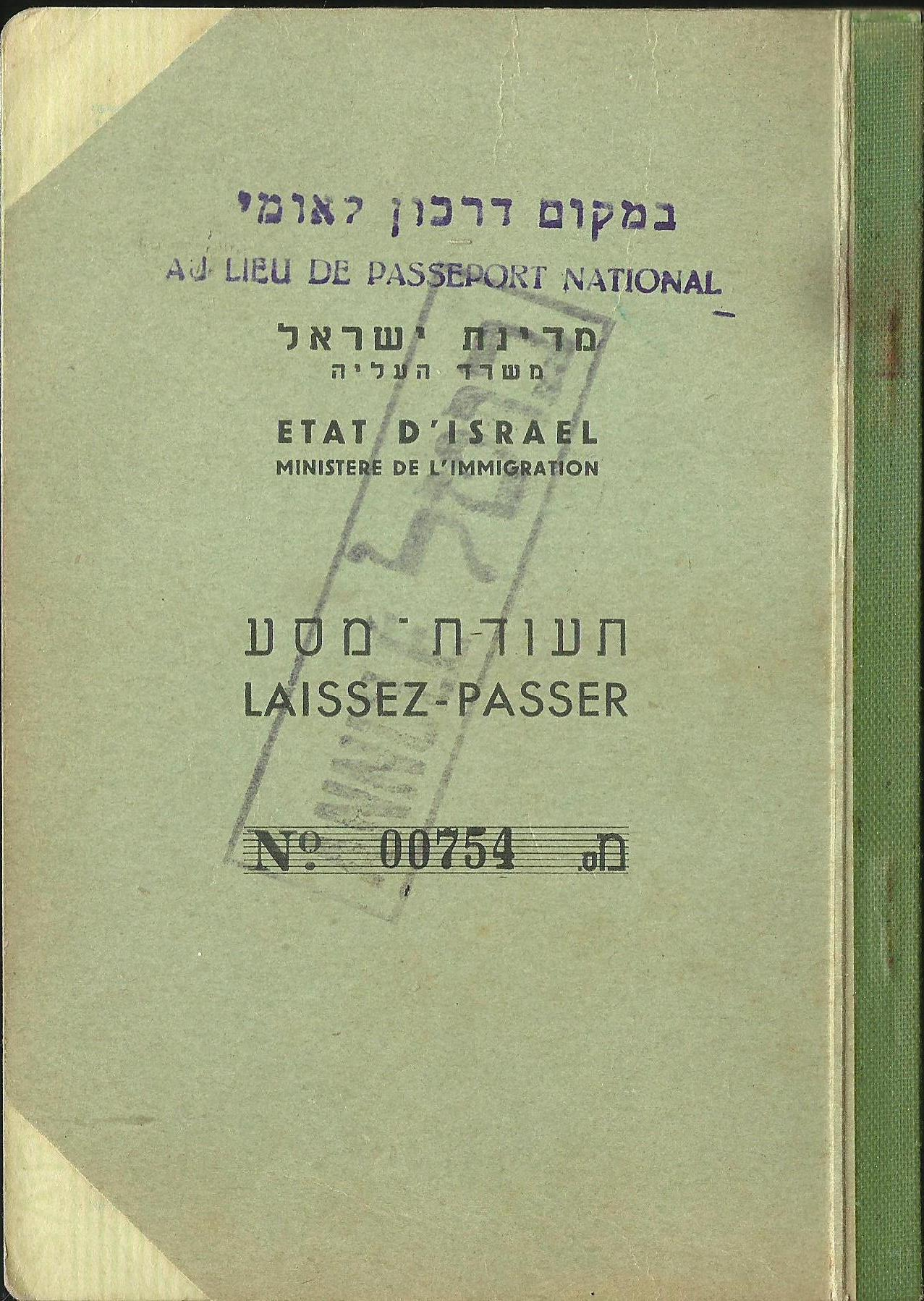
مثال على وثيقة السفر الإسرائيلية الأولى، التي يرجع تاريخها إلى ديسمبر 1948.
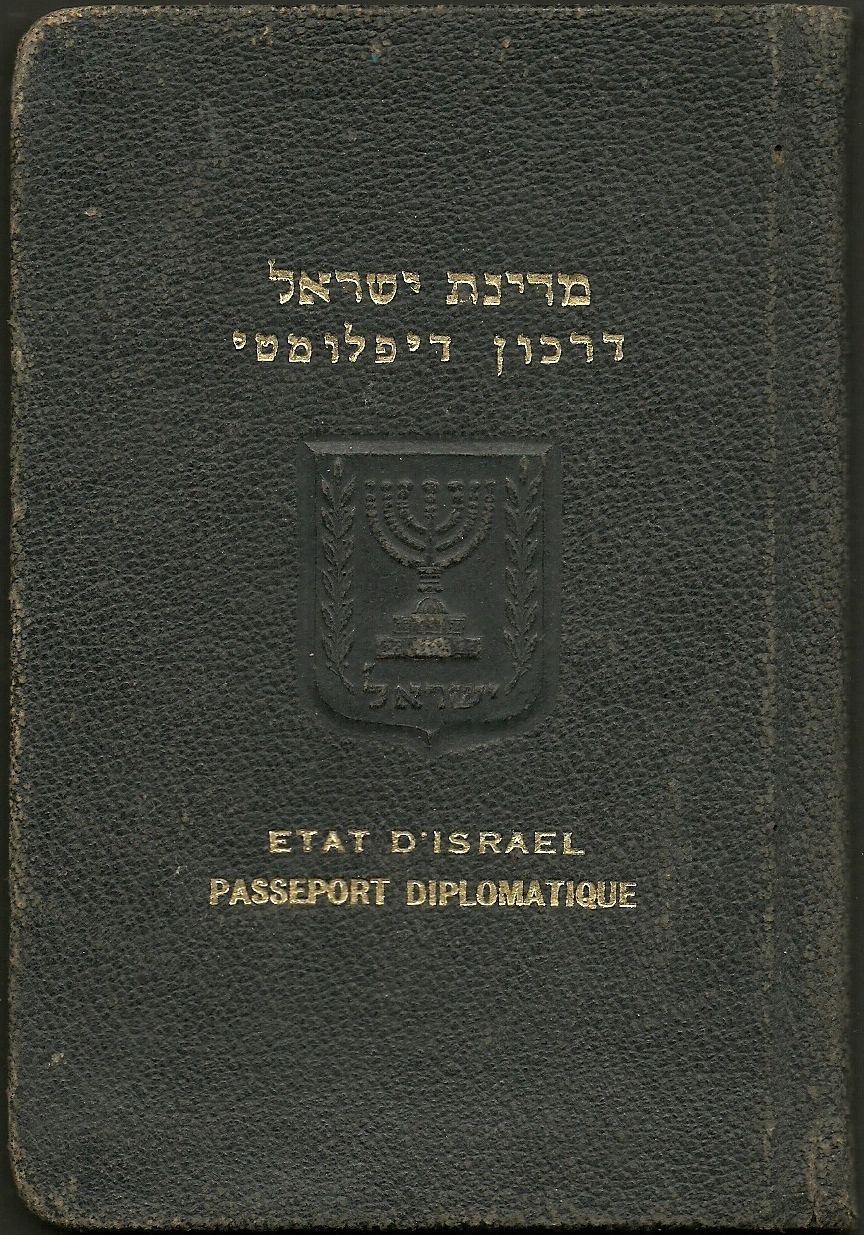
مثال على جواز سفر دبلوماسي إسرائيلي، 1951.
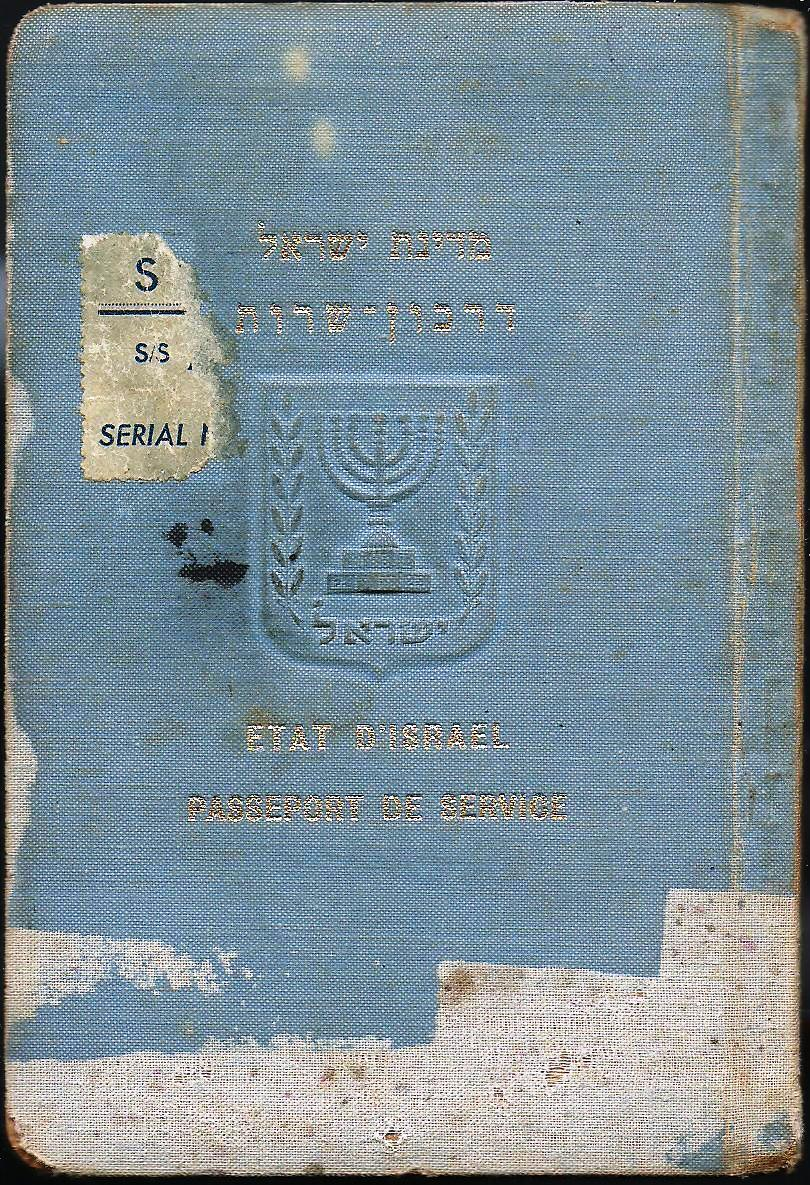
مثال على جواز سفر خدمة لعضو الكنيست موشيه دايان.
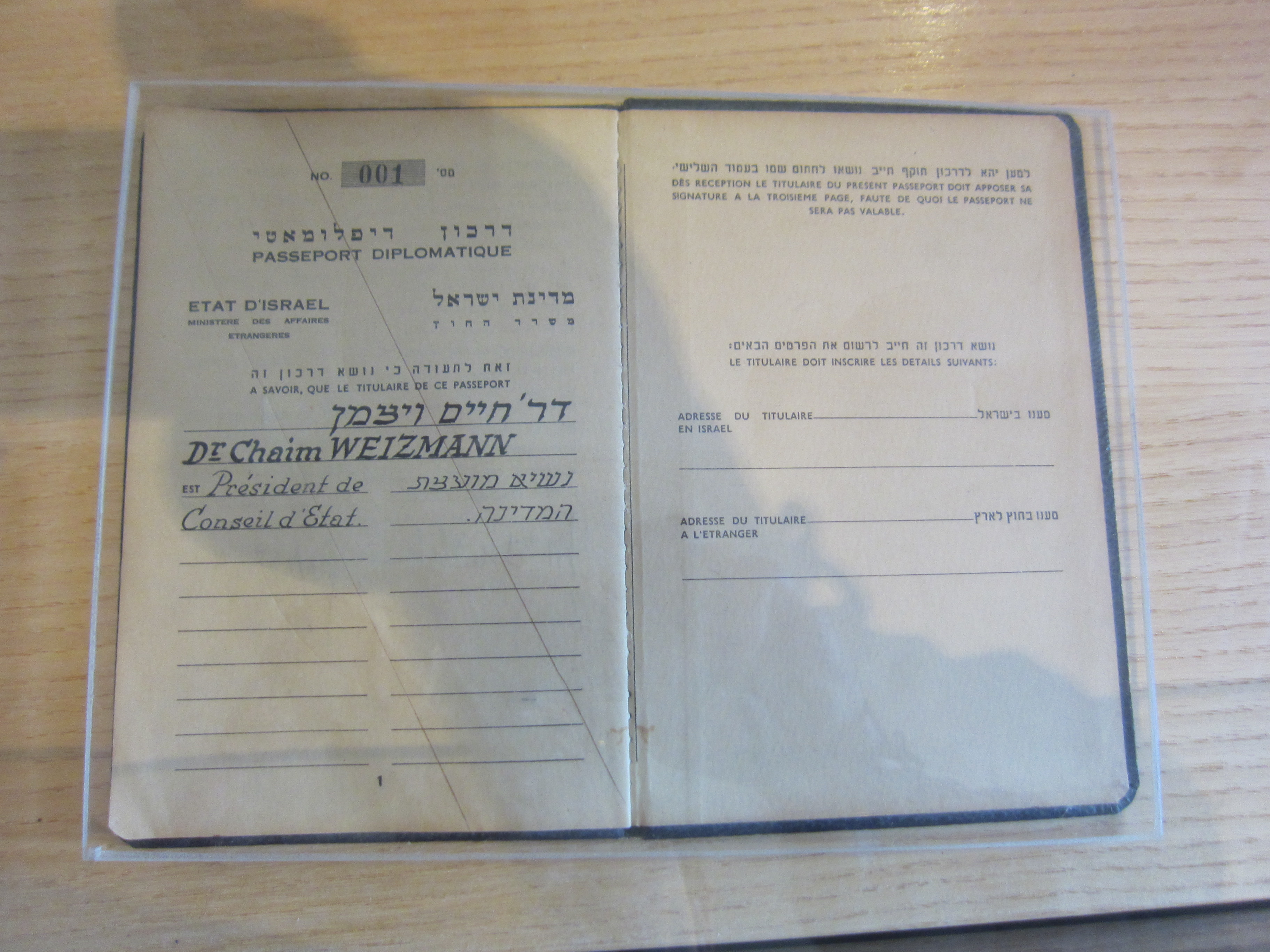
جواز السفر الدبلوماسي الإسرائيلي رقم 1، الخاص بحاييم وايزمان.
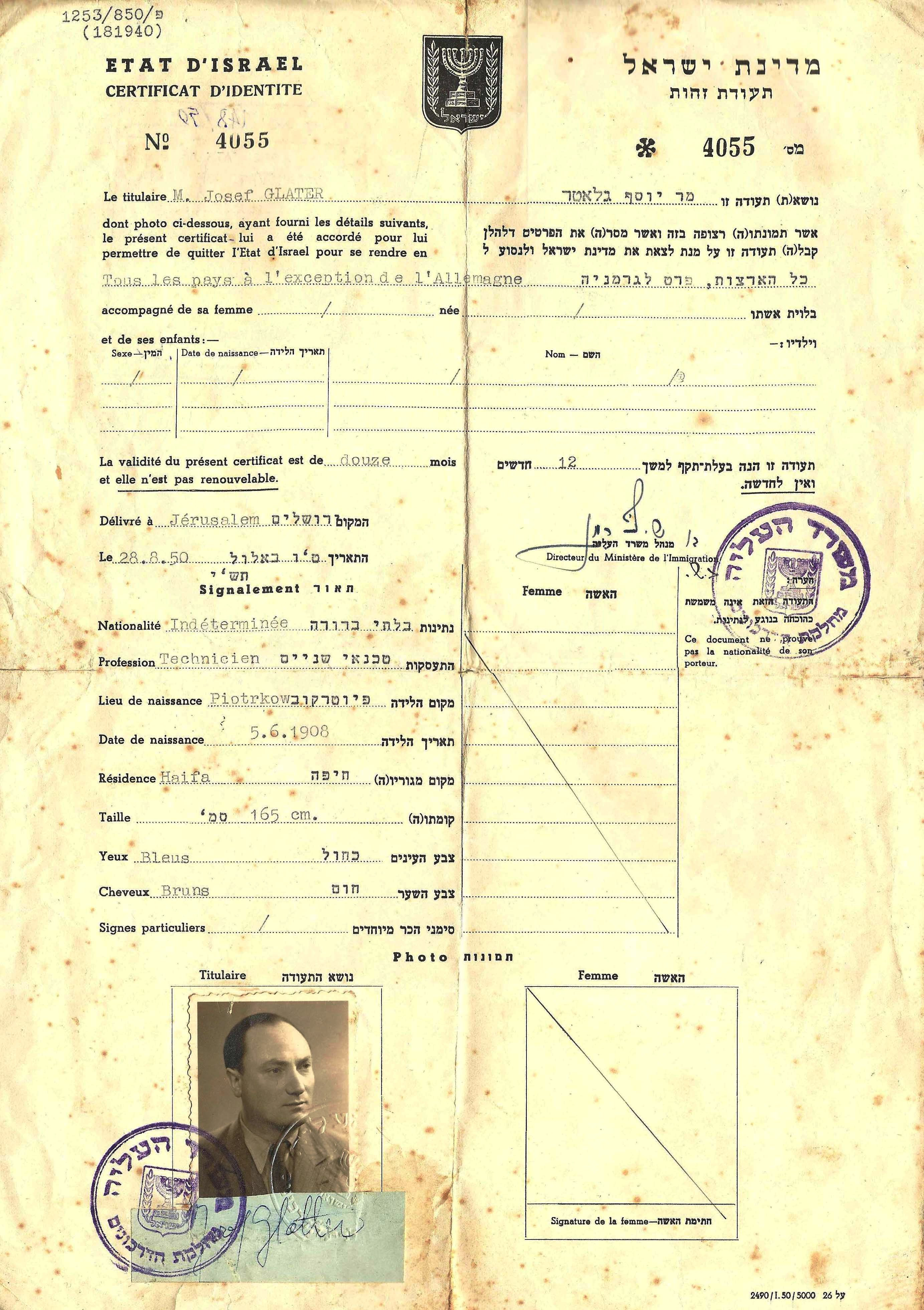
وثيقة هوية سفر إسرائيل، صدرت لمن ليس لديهم جواز سفر رسمي، 1950.
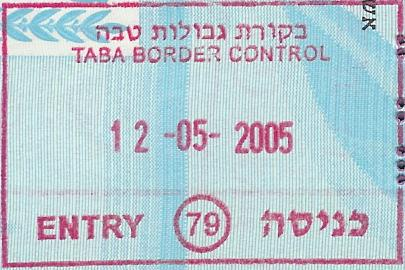
ختم دخول إسرائيلي على جواز سفر إسرائيلي عادي غير إلكتروني.